# 홍정욱
홍정욱(洪政旭, 1970년 3월 14일~)은 대한민국의 기업인, 정치인이다. 헤럴드그룹 회장이며, 제18대 국회의원(2008. 5.~2012. 5.)이다.

## 학력
- 1983년: 서울압구정초등학교 졸업
- 1989년: 초우트 로즈메리 홀 졸업
- 1993년: 하버드 대학교 동아시아학 학사
- 1998년: 스탠퍼드 대학교 로스쿨 법학 박사

## 생애
1970년에 태어나 1985년 압구정중학교 재학 중에 "케네디 같은 대통령이 되겠다"며 케네디가 다닌 고등학교를 어머니 양춘자 손잡고 찾아 갔지만 낙방하고 6개월간 영어 교육 거쳐 1989년 초우트 로즈메리 홀 고등학교 마친다. 고등학교를 입학할 때 “남들이 다 가는 길을 가지 말고 사람이 다니지 않는 길을 만들라”는 어머니 말씀 간직한 채 고등학교 마치고 식품기업 올가니카 대표이사, 사단법인 올재 이사장을 역임하였다.
미래통합당이 '김종인 비상대책위원회'가 출범하면서 차기 유력주자로 거론한 가운데 헤럴드 경제, 코리아 헤럴드를 보유한 미디어 헤럴드 지분 47.8%를 광주, 전남에 연고 둔 건설업 중심의 중견기업 중흥에 매각한 홍정욱 헤럴드 회장은 대주주에서 5%만을 가진 주주로 남게 되면서 헤럴드 임직원에게 보낸 글에서 "헤럴드가 더 높이 도약하기 위해선 모바일과 콘텐츠에 대한 보다 과감한 투자가 필요하고, 점차 커지는 계열사들 리스크를 분리하고 투자 회수하는 결단도 내려야만 하였다"고 밝혔다.

## 정치 활동
2008년 4월 9일 노원구 병 선거구 한나라당 후보로 공천을 받아, 당시 진보신당의 후보였던 노회찬을 누르고 제18대 국회의원에 당선됐다. 제18대 국회 외교통상통일위원회 위원, 독도영토수호대책특별위원회 위원이며 국회 남북관계발전특위 위원, 미국산 쇠고기 수입협정 국정조사특위 위원으로 활동하였다. 2009년 9월 24일 한나라당 국제위원장으로 임명되어 활동하였으며, 2010년 8월 17일에 한나라당 2030본부장으로 임명되었다. 이 외에 한나라당에서 천안함대책위 위원, 북핵도발대책특위 위원, 서울시당공천심사위 위원, 지방선거기획위 위원, 2010 지방선거 중앙 선대위 스마트 유세지원 부단장, 2010 지방선거 서울시장 후보선대위 O2유세지원단장, 평창동계 올림픽 유치 특위 위원으로 활동하였다.
3년 연속(2008, 2009, 2010) NGO 국감모니터단이 평가하는 국정감사 우수의원으로 선정됐으며, 2011년 6월에 법률소비자연맹에서 주최하는 ‘제18대 국회 의정활동 종합평가회’에서 헌정우수상을 수상하였다. 2009년 바른사회시민회의 '바른 사회 지키는 아름다운 사람 상' , 2009년 제7회 시민일보 '의정대상' 을 수상하였다. 2011년 12월 11일 19대 총선 불 출마 선언하였다.

## 가족 관계
홍정욱은 1남 2녀 중 둘째(장남)이다. 자녀는 1남 2녀를 두었다.
홍정욱 부친은 대한민국 예술원 회원 연기자 남궁원, 홍정욱 모친은 이화여대 영문과 졸업한 미국 노스웨스트 항공 스튜어디스 출신의 양춘자. 홍정욱 누나 홍성아는 현재 헤럴드 계열사인 헤럴드 아카데미 대표이사이다.
홍정욱 장녀 "홍지승"은 2019년 9월 27일 인천국제공항에서 입국 심사 받다 변종 마약인 액상 대마 카트리지 6개와 LSD(종이 형태 마약) 등을 몰래 반입한 사실과 2018년 2월부터 2019년 9월까지 미국 등지에서 마약류 3차례 사들여 9차례 투약 흡연 혐의로도 재판에 회부돼 최후변론에서 변호인은 "만 14세에 부모 떠나 유학 생활 하면서 마약을 구매하여 개인적으로 투약한 것"이라 하였으며 법원은 징역 2년6월 집유3년을 선고 하였다.

## 직결 가계
|                              |                              |                                                                   |                                                                   |                                                                   |                                                                   |                                                                   |                                                                   |                                             |                                             |                                             |                                             |                                             |                                             |                                |                                |                                              |                                              |                                              |                                              |                                                        |                                                        |                                                        |                                                        |                                                        |                                                        |                                         |                                         |                                              |                                              |                                              |                                              |                                              |                                              |  |  |                                             |                                             |                                             |                                             |                                             |                                             |                                     |                                     |                                                        |                                                        |                                                        |                                                        |                                                        |                                                        |                                                |                                                |                                                |                                                |                                             |                                             |                                             |                                             |                              |                              |                                                              |                                                              |                                                              |                                                              |                                                              |                                                              |                                            |                                            |                                            |                                            |  |  |  |  |
|                              |                              |                                                                   |                                                                   |                                                                   |                                                                   |                                                                   |                                                                   |                                             |                                             |                                             |                                             |                                             |                                             |                                |                                |                                              |                                              |                                              |                                              |                                                        |                                                        |                                                        |                                                        |                                                        |                                                        |                                         |                                         |                                              |                                              |                                              |                                              |                                              |                                              |  |  |                                             |                                             |                                             |                                             |                                             |                                             |                                     |                                     |                                                        |                                                        |                                                        |                                                        |                                                        |                                                        |                                                |                                                |                                                |                                                |                                             |                                             |                                             |                                             |                              |                              |                                                              |                                                              |                                                              |                                                              |                                                              |                                                              |                                            |                                            |                                            |                                            |  |  |  |  |
|                              |                              | 윤치창 1899년-1973년 주영한국대사, 주터키한국대사 (윤웅렬 가계도) | 윤치창 1899년-1973년 주영한국대사, 주터키한국대사 (윤웅렬 가계도) | 윤치창 1899년-1973년 주영한국대사, 주터키한국대사 (윤웅렬 가계도) | 윤치창 1899년-1973년 주영한국대사, 주터키한국대사 (윤웅렬 가계도) | 윤치창 1899년-1973년 주영한국대사, 주터키한국대사 (윤웅렬 가계도) | 윤치창 1899년-1973년 주영한국대사, 주터키한국대사 (윤웅렬 가계도) |                                             |                                             | 손진실 1901년-1990년                        | 손진실 1901년-1990년                        | 손진실 1901년-1990년                        | 손진실 1901년-1990년                        | 손진실 1901년-1990년           | 손진실 1901년-1990년           |                                              |                                              |                                              |                                              | 손원일 1909년-1980년 초대 해군참모총장, 전 국방부 장관 | 손원일 1909년-1980년 초대 해군참모총장, 전 국방부 장관 | 손원일 1909년-1980년 초대 해군참모총장, 전 국방부 장관 | 손원일 1909년-1980년 초대 해군참모총장, 전 국방부 장관 | 손원일 1909년-1980년 초대 해군참모총장, 전 국방부 장관 | 손원일 1909년-1980년 초대 해군참모총장, 전 국방부 장관 |                                         |                                         |                                              |                                              |                                              |                                              |                                              |                                              |  |  |                                             |                                             | 김동조 1918년-2004년 전 외무부 장관         | 김동조 1918년-2004년 전 외무부 장관         | 김동조 1918년-2004년 전 외무부 장관         | 김동조 1918년-2004년 전 외무부 장관         | 김동조 1918년-2004년 전 외무부 장관 | 김동조 1918년-2004년 전 외무부 장관 |                                                        |                                                        |                                                        |                                                        |                                                        |                                                        |                                                |                                                |                                                |                                                |                                             |                                             |                                             |                                             |                              |                              |                                                              |                                                              |                                                              |                                                              |                                                              |                                                              |                                            |                                            |                                            |                                            |  |  |  |  |
|                              |                              | 윤치창 1899년-1973년 주영한국대사, 주터키한국대사 (윤웅렬 가계도) | 윤치창 1899년-1973년 주영한국대사, 주터키한국대사 (윤웅렬 가계도) | 윤치창 1899년-1973년 주영한국대사, 주터키한국대사 (윤웅렬 가계도) | 윤치창 1899년-1973년 주영한국대사, 주터키한국대사 (윤웅렬 가계도) | 윤치창 1899년-1973년 주영한국대사, 주터키한국대사 (윤웅렬 가계도) | 윤치창 1899년-1973년 주영한국대사, 주터키한국대사 (윤웅렬 가계도) |                                             |                                             | 손진실 1901년-1990년                        | 손진실 1901년-1990년                        | 손진실 1901년-1990년                        | 손진실 1901년-1990년                        | 손진실 1901년-1990년           | 손진실 1901년-1990년           |                                              |                                              |                                              |                                              | 손원일 1909년-1980년 초대 해군참모총장, 전 국방부 장관 | 손원일 1909년-1980년 초대 해군참모총장, 전 국방부 장관 | 손원일 1909년-1980년 초대 해군참모총장, 전 국방부 장관 | 손원일 1909년-1980년 초대 해군참모총장, 전 국방부 장관 | 손원일 1909년-1980년 초대 해군참모총장, 전 국방부 장관 | 손원일 1909년-1980년 초대 해군참모총장, 전 국방부 장관 |                                         |                                         |                                              |                                              |                                              |                                              |                                              |                                              |  |  |                                             |                                             | 김동조 1918년-2004년 전 외무부 장관         | 김동조 1918년-2004년 전 외무부 장관         | 김동조 1918년-2004년 전 외무부 장관         | 김동조 1918년-2004년 전 외무부 장관         | 김동조 1918년-2004년 전 외무부 장관 | 김동조 1918년-2004년 전 외무부 장관 |                                                        |                                                        |                                                        |                                                        |                                                        |                                                        |                                                |                                                |                                                |                                                |                                             |                                             |                                             |                                             |                              |                              |                                                              |                                                              |                                                              |                                                              |                                                              |                                                              |                                            |                                            |                                            |                                            |  |  |  |  |
|                              |                              |                                                                   |                                                                   |                                                                   |                                                                   |                                                                   |                                                                   |                                             |                                             |                                             |                                             |                                             |                                             |                                |                                |                                              |                                              |                                              |                                              |                                                        |                                                        |                                                        |                                                        |                                                        |                                                        |                                         |                                         |                                              |                                              |                                              |                                              |                                              |                                              |  |  |                                             |                                             |                                             |                                             |                                             |                                             |                                     |                                     |                                                        |                                                        |                                                        |                                                        |                                                        |                                                        |                                                |                                                |                                                |                                                |                                             |                                             |                                             |                                             |                              |                              |                                                              |                                                              |                                                              |                                                              |                                                              |                                                              |                                            |                                            |                                            |                                            |  |  |  |  |
|                              |                              |                                                                   |                                                                   |                                                                   |                                                                   |                                                                   |                                                                   |                                             |                                             |                                             |                                             |                                             |                                             |                                |                                |                                              |                                              |                                              |                                              |                                                        |                                                        |                                                        |                                                        |                                                        |                                                        |                                         |                                         |                                              |                                              |                                              |                                              |                                              |                                              |  |  |                                             |                                             |                                             |                                             |                                             |                                             |                                     |                                     |                                                        |                                                        |                                                        |                                                        |                                                        |                                                        |                                                |                                                |                                                |                                                |                                             |                                             |                                             |                                             |                              |                              |                                                              |                                                              |                                                              |                                                              |                                                              |                                                              |                                            |                                            |                                            |                                            |  |  |  |  |
|                              |                              |                                                                   |                                                                   | 남궁원 (본명 : 홍경일) 1934년~ 영화배우                           | 남궁원 (본명 : 홍경일) 1934년~ 영화배우                           | 남궁원 (본명 : 홍경일) 1934년~ 영화배우                           | 남궁원 (본명 : 홍경일) 1934년~ 영화배우                           | 남궁원 (본명 : 홍경일) 1934년~ 영화배우     | 남궁원 (본명 : 홍경일) 1934년~ 영화배우     |                                             |                                             | 양춘자 1941년~ 남궁원의 배우자              | 양춘자 1941년~ 남궁원의 배우자              | 양춘자 1941년~ 남궁원의 배우자 | 양춘자 1941년~ 남궁원의 배우자 | 양춘자 1941년~ 남궁원의 배우자               | 양춘자 1941년~ 남궁원의 배우자               |                                              |                                              | 손명원 1941년~ 전 쌍용자동차 사장 헤럴드미디어 고문    | 손명원 1941년~ 전 쌍용자동차 사장 헤럴드미디어 고문    | 손명원 1941년~ 전 쌍용자동차 사장 헤럴드미디어 고문    | 손명원 1941년~ 전 쌍용자동차 사장 헤럴드미디어 고문    | 손명원 1941년~ 전 쌍용자동차 사장 헤럴드미디어 고문    | 손명원 1941년~ 전 쌍용자동차 사장 헤럴드미디어 고문    |                                         |                                         | 김영숙 1941년~ 김동조의 차녀 손명원의 배우자 | 김영숙 1941년~ 김동조의 차녀 손명원의 배우자 | 김영숙 1941년~ 김동조의 차녀 손명원의 배우자 | 김영숙 1941년~ 김동조의 차녀 손명원의 배우자 | 김영숙 1941년~ 김동조의 차녀 손명원의 배우자 | 김영숙 1941년~ 김동조의 차녀 손명원의 배우자 |  |  | 김영자 1950년~ 김동조의 3녀 허광수의 배우자 | 김영자 1950년~ 김동조의 3녀 허광수의 배우자 | 김영자 1950년~ 김동조의 3녀 허광수의 배우자 | 김영자 1950년~ 김동조의 3녀 허광수의 배우자 | 김영자 1950년~ 김동조의 3녀 허광수의 배우자 | 김영자 1950년~ 김동조의 3녀 허광수의 배우자 |                                     |                                     | 허광수 1946년~ 삼양인터내셔널 회장 GS그룹과 특수관계인 | 허광수 1946년~ 삼양인터내셔널 회장 GS그룹과 특수관계인 | 허광수 1946년~ 삼양인터내셔널 회장 GS그룹과 특수관계인 | 허광수 1946년~ 삼양인터내셔널 회장 GS그룹과 특수관계인 | 허광수 1946년~ 삼양인터내셔널 회장 GS그룹과 특수관계인 | 허광수 1946년~ 삼양인터내셔널 회장 GS그룹과 특수관계인 |                                                |                                                | 김영명 1956년~ 김동조의 4녀 정몽준의 배우자    | 김영명 1956년~ 김동조의 4녀 정몽준의 배우자    | 김영명 1956년~ 김동조의 4녀 정몽준의 배우자 | 김영명 1956년~ 김동조의 4녀 정몽준의 배우자 | 김영명 1956년~ 김동조의 4녀 정몽준의 배우자 | 김영명 1956년~ 김동조의 4녀 정몽준의 배우자 |                              |                              | 정몽준 1951년~ 국회의원, 한나라당 대표 현대중공업그룹 대주주 | 정몽준 1951년~ 국회의원, 한나라당 대표 현대중공업그룹 대주주 | 정몽준 1951년~ 국회의원, 한나라당 대표 현대중공업그룹 대주주 | 정몽준 1951년~ 국회의원, 한나라당 대표 현대중공업그룹 대주주 | 정몽준 1951년~ 국회의원, 한나라당 대표 현대중공업그룹 대주주 | 정몽준 1951년~ 국회의원, 한나라당 대표 현대중공업그룹 대주주 |                                            |                                            |                                            |                                            |  |  |  |  |
|                              |                              |                                                                   |                                                                   | 남궁원 (본명 : 홍경일) 1934년~ 영화배우                           | 남궁원 (본명 : 홍경일) 1934년~ 영화배우                           | 남궁원 (본명 : 홍경일) 1934년~ 영화배우                           | 남궁원 (본명 : 홍경일) 1934년~ 영화배우                           | 남궁원 (본명 : 홍경일) 1934년~ 영화배우     | 남궁원 (본명 : 홍경일) 1934년~ 영화배우     |                                             |                                             | 양춘자 1941년~ 남궁원의 배우자              | 양춘자 1941년~ 남궁원의 배우자              | 양춘자 1941년~ 남궁원의 배우자 | 양춘자 1941년~ 남궁원의 배우자 | 양춘자 1941년~ 남궁원의 배우자               | 양춘자 1941년~ 남궁원의 배우자               |                                              |                                              | 손명원 1941년~ 전 쌍용자동차 사장 헤럴드미디어 고문    | 손명원 1941년~ 전 쌍용자동차 사장 헤럴드미디어 고문    | 손명원 1941년~ 전 쌍용자동차 사장 헤럴드미디어 고문    | 손명원 1941년~ 전 쌍용자동차 사장 헤럴드미디어 고문    | 손명원 1941년~ 전 쌍용자동차 사장 헤럴드미디어 고문    | 손명원 1941년~ 전 쌍용자동차 사장 헤럴드미디어 고문    |                                         |                                         | 김영숙 1941년~ 김동조의 차녀 손명원의 배우자 | 김영숙 1941년~ 김동조의 차녀 손명원의 배우자 | 김영숙 1941년~ 김동조의 차녀 손명원의 배우자 | 김영숙 1941년~ 김동조의 차녀 손명원의 배우자 | 김영숙 1941년~ 김동조의 차녀 손명원의 배우자 | 김영숙 1941년~ 김동조의 차녀 손명원의 배우자 |  |  | 김영자 1950년~ 김동조의 3녀 허광수의 배우자 | 김영자 1950년~ 김동조의 3녀 허광수의 배우자 | 김영자 1950년~ 김동조의 3녀 허광수의 배우자 | 김영자 1950년~ 김동조의 3녀 허광수의 배우자 | 김영자 1950년~ 김동조의 3녀 허광수의 배우자 | 김영자 1950년~ 김동조의 3녀 허광수의 배우자 |                                     |                                     | 허광수 1946년~ 삼양인터내셔널 회장 GS그룹과 특수관계인 | 허광수 1946년~ 삼양인터내셔널 회장 GS그룹과 특수관계인 | 허광수 1946년~ 삼양인터내셔널 회장 GS그룹과 특수관계인 | 허광수 1946년~ 삼양인터내셔널 회장 GS그룹과 특수관계인 | 허광수 1946년~ 삼양인터내셔널 회장 GS그룹과 특수관계인 | 허광수 1946년~ 삼양인터내셔널 회장 GS그룹과 특수관계인 |                                                |                                                | 김영명 1956년~ 김동조의 4녀 정몽준의 배우자    | 김영명 1956년~ 김동조의 4녀 정몽준의 배우자    | 김영명 1956년~ 김동조의 4녀 정몽준의 배우자 | 김영명 1956년~ 김동조의 4녀 정몽준의 배우자 | 김영명 1956년~ 김동조의 4녀 정몽준의 배우자 | 김영명 1956년~ 김동조의 4녀 정몽준의 배우자 |                              |                              | 정몽준 1951년~ 국회의원, 한나라당 대표 현대중공업그룹 대주주 | 정몽준 1951년~ 국회의원, 한나라당 대표 현대중공업그룹 대주주 | 정몽준 1951년~ 국회의원, 한나라당 대표 현대중공업그룹 대주주 | 정몽준 1951년~ 국회의원, 한나라당 대표 현대중공업그룹 대주주 | 정몽준 1951년~ 국회의원, 한나라당 대표 현대중공업그룹 대주주 | 정몽준 1951년~ 국회의원, 한나라당 대표 현대중공업그룹 대주주 |                                            |                                            |                                            |                                            |  |  |  |  |
|                              |                              |                                                                   |                                                                   |                                                                   |                                                                   |                                                                   |                                                                   |                                             |                                             |                                             |                                             |                                             |                                             |                                |                                |                                              |                                              |                                              |                                              |                                                        |                                                        |                                                        |                                                        |                                                        |                                                        |                                         |                                         |                                              |                                              |                                              |                                              |                                              |                                              |  |  |                                             |                                             |                                             |                                             |                                             |                                             |                                     |                                     |                                                        |                                                        |                                                        |                                                        |                                                        |                                                        |                                                |                                                |                                                |                                                |                                             |                                             |                                             |                                             |                              |                              |                                                              |                                                              |                                                              |                                                              |                                                              |                                                              |                                            |                                            |                                            |                                            |  |  |  |  |
|                              |                              |                                                                   |                                                                   |                                                                   |                                                                   |                                                                   |                                                                   |                                             |                                             |                                             |                                             |                                             |                                             |                                |                                |                                              |                                              |                                              |                                              |                                                        |                                                        |                                                        |                                                        |                                                        |                                                        |                                         |                                         |                                              |                                              |                                              |                                              |                                              |                                              |  |  |                                             |                                             |                                             |                                             |                                             |                                             |                                     |                                     |                                                        |                                                        |                                                        |                                                        |                                                        |                                                        |                                                |                                                |                                                |                                                |                                             |                                             |                                             |                                             |                              |                              |                                                              |                                                              |                                                              |                                                              |                                                              |                                                              |                                            |                                            |                                            |                                            |  |  |  |  |
| 홍성아 1968년~ 남궁원의 장녀 | 홍성아 1968년~ 남궁원의 장녀 | 홍성아 1968년~ 남궁원의 장녀                                      | 홍성아 1968년~ 남궁원의 장녀                                      | 홍성아 1968년~ 남궁원의 장녀                                      | 홍성아 1968년~ 남궁원의 장녀                                      |                                                                   |                                                                   | 홍나리 1972년~ 남궁원의 차녀 바이올리니스트 | 홍나리 1972년~ 남궁원의 차녀 바이올리니스트 | 홍나리 1972년~ 남궁원의 차녀 바이올리니스트 | 홍나리 1972년~ 남궁원의 차녀 바이올리니스트 | 홍나리 1972년~ 남궁원의 차녀 바이올리니스트 | 홍나리 1972년~ 남궁원의 차녀 바이올리니스트 |                                |                                | 홍정욱 1970년~ 국회의원 전 헤럴드미디어 사장 | 홍정욱 1970년~ 국회의원 전 헤럴드미디어 사장 | 홍정욱 1970년~ 국회의원 전 헤럴드미디어 사장 | 홍정욱 1970년~ 국회의원 전 헤럴드미디어 사장 | 홍정욱 1970년~ 국회의원 전 헤럴드미디어 사장           | 홍정욱 1970년~ 국회의원 전 헤럴드미디어 사장           |                                                        |                                                        | 손정희 1974년~ 손명원의 차녀 전시기획자                | 손정희 1974년~ 손명원의 차녀 전시기획자                | 손정희 1974년~ 손명원의 차녀 전시기획자 | 손정희 1974년~ 손명원의 차녀 전시기획자 | 손정희 1974년~ 손명원의 차녀 전시기획자      | 손정희 1974년~ 손명원의 차녀 전시기획자      |                                              |                                              |                                              |                                              |  |  |                                             |                                             |                                             |                                             | 허유정 1974년~ 허광수의 장녀                | 허유정 1974년~ 허광수의 장녀                | 허유정 1974년~ 허광수의 장녀        | 허유정 1974년~ 허광수의 장녀        | 허유정 1974년~ 허광수의 장녀                           | 허유정 1974년~ 허광수의 장녀                           |                                                        |                                                        | 방준오 1974년~ 방상훈 조선일보 대표이사의 장남         | 방준오 1974년~ 방상훈 조선일보 대표이사의 장남         | 방준오 1974년~ 방상훈 조선일보 대표이사의 장남 | 방준오 1974년~ 방상훈 조선일보 대표이사의 장남 | 방준오 1974년~ 방상훈 조선일보 대표이사의 장남 | 방준오 1974년~ 방상훈 조선일보 대표이사의 장남 |                                             |                                             | 허서홍 1977년~ 허광수의 장남                | 허서홍 1977년~ 허광수의 장남                | 허서홍 1977년~ 허광수의 장남 | 허서홍 1977년~ 허광수의 장남 | 허서홍 1977년~ 허광수의 장남                                 | 허서홍 1977년~ 허광수의 장남                                 |                                                              |                                                              | 홍정현 1980년~ 홍석현 중앙일보 회장의 장녀                   | 홍정현 1980년~ 홍석현 중앙일보 회장의 장녀                   | 홍정현 1980년~ 홍석현 중앙일보 회장의 장녀 | 홍정현 1980년~ 홍석현 중앙일보 회장의 장녀 | 홍정현 1980년~ 홍석현 중앙일보 회장의 장녀 | 홍정현 1980년~ 홍석현 중앙일보 회장의 장녀 |  |  |  |  |
| 홍성아 1968년~ 남궁원의 장녀 | 홍성아 1968년~ 남궁원의 장녀 | 홍성아 1968년~ 남궁원의 장녀                                      | 홍성아 1968년~ 남궁원의 장녀                                      | 홍성아 1968년~ 남궁원의 장녀                                      | 홍성아 1968년~ 남궁원의 장녀                                      |                                                                   |                                                                   | 홍나리 1972년~ 남궁원의 차녀 바이올리니스트 | 홍나리 1972년~ 남궁원의 차녀 바이올리니스트 | 홍나리 1972년~ 남궁원의 차녀 바이올리니스트 | 홍나리 1972년~ 남궁원의 차녀 바이올리니스트 | 홍나리 1972년~ 남궁원의 차녀 바이올리니스트 | 홍나리 1972년~ 남궁원의 차녀 바이올리니스트 |                                |                                | 홍정욱 1970년~ 국회의원 전 헤럴드미디어 사장 | 홍정욱 1970년~ 국회의원 전 헤럴드미디어 사장 | 홍정욱 1970년~ 국회의원 전 헤럴드미디어 사장 | 홍정욱 1970년~ 국회의원 전 헤럴드미디어 사장 | 홍정욱 1970년~ 국회의원 전 헤럴드미디어 사장           | 홍정욱 1970년~ 국회의원 전 헤럴드미디어 사장           |                                                        |                                                        | 손정희 1974년~ 손명원의 차녀 전시기획자                | 손정희 1974년~ 손명원의 차녀 전시기획자                | 손정희 1974년~ 손명원의 차녀 전시기획자 | 손정희 1974년~ 손명원의 차녀 전시기획자 | 손정희 1974년~ 손명원의 차녀 전시기획자      | 손정희 1974년~ 손명원의 차녀 전시기획자      |                                              |                                              |                                              |                                              |  |  |                                             |                                             |                                             |                                             | 허유정 1974년~ 허광수의 장녀                | 허유정 1974년~ 허광수의 장녀                | 허유정 1974년~ 허광수의 장녀        | 허유정 1974년~ 허광수의 장녀        | 허유정 1974년~ 허광수의 장녀                           | 허유정 1974년~ 허광수의 장녀                           |                                                        |                                                        | 방준오 1974년~ 방상훈 조선일보 대표이사의 장남         | 방준오 1974년~ 방상훈 조선일보 대표이사의 장남         | 방준오 1974년~ 방상훈 조선일보 대표이사의 장남 | 방준오 1974년~ 방상훈 조선일보 대표이사의 장남 | 방준오 1974년~ 방상훈 조선일보 대표이사의 장남 | 방준오 1974년~ 방상훈 조선일보 대표이사의 장남 |                                             |                                             | 허서홍 1977년~ 허광수의 장남                | 허서홍 1977년~ 허광수의 장남                | 허서홍 1977년~ 허광수의 장남 | 허서홍 1977년~ 허광수의 장남 | 허서홍 1977년~ 허광수의 장남                                 | 허서홍 1977년~ 허광수의 장남                                 |                                                              |                                                              | 홍정현 1980년~ 홍석현 중앙일보 회장의 장녀                   | 홍정현 1980년~ 홍석현 중앙일보 회장의 장녀                   | 홍정현 1980년~ 홍석현 중앙일보 회장의 장녀 | 홍정현 1980년~ 홍석현 중앙일보 회장의 장녀 | 홍정현 1980년~ 홍석현 중앙일보 회장의 장녀 | 홍정현 1980년~ 홍석현 중앙일보 회장의 장녀 |  |  |  |  |
|                              |                              |                                                                   |                                                                   |                                                                   |                                                                   |                                                                   |                                                                   |                                             |                                             |                                             |                                             |                                             |                                             |                                |                                |                                              |                                              |                                              |                                              |                                                        |                                                        |                                                        |                                                        |                                                        |                                                        |                                         |                                         |                                              |                                              |                                              |                                              |                                              |                                              |  |  |                                             |                                             |                                             |                                             |                                             |                                             |                                     |                                     |                                                        |                                                        |                                                        |                                                        |                                                        |                                                        |                                                |                                                |                                                |                                                |                                             |                                             |                                             |                                             |                              |                              |                                                              |                                                              |                                                              |                                                              |                                                              |                                                              |                                            |                                            |                                            |                                            |  |  |  |  |
|                              |                              |                                                                   |                                                                   |                                                                   |                                                                   |                                                                   |                                                                   |                                             |                                             |                                             |                                             |                                             |                                             |                                |                                |                                              |                                              |                                              |                                              |                                                        |                                                        |                                                        |                                                        |                                                        |                                                        |                                         |                                         |                                              |                                              |                                              |                                              |                                              |                                              |  |  |                                             |                                             |                                             |                                             |                                             |                                             |                                     |                                     |                                                        |                                                        |                                                        |                                                        |                                                        |                                                        |                                                |                                                |                                                |                                                |                                             |                                             |                                             |                                             |                              |                              |                                                              |                                                              |                                                              |                                                              |                                                              |                                                              |                                            |                                            |                                            |                                            |  |  |  |  |
|                              |                              |                                                                   |                                                                   |                                                                   |                                                                   |                                                                   |                                                                   |                                             |                                             |                                             |                                             | 홍지승 2000년~ 홍정욱의 장녀                | 홍지승 2000년~ 홍정욱의 장녀                | 홍지승 2000년~ 홍정욱의 장녀   | 홍지승 2000년~ 홍정욱의 장녀   | 홍지승 2000년~ 홍정욱의 장녀                 | 홍지승 2000년~ 홍정욱의 장녀                 |                                              |                                              | 홍지수 2003년~                                         | 홍지수 2003년~                                         | 홍지수 2003년~                                         | 홍지수 2003년~                                         | 홍지수 2003년~                                         | 홍지수 2003년~                                         |                                         |                                         | 홍의승 2006년~                               | 홍의승 2006년~                               | 홍의승 2006년~                               | 홍의승 2006년~                               | 홍의승 2006년~                               | 홍의승 2006년~                               |  |  |                                             |                                             |                                             |                                             |                                             |                                             |                                     |                                     |                                                        |                                                        |                                                        |                                                        |                                                        |                                                        |                                                |                                                |                                                |                                                |                                             |                                             |                                             |                                             |                              |                              |                                                              |                                                              |                                                              |                                                              |                                                              |                                                              |                                            |                                            |                                            |                                            |  |  |  |  |

## 경력
- 올가니카 회장
- 사단법인 올재 이사장
- 국립중앙박물관회 이사, 한미협회 이사, 서울대학교미술관 운영위원
- 헤럴드 회장
- 동아TV 대표이사 회장
- 코리아헤럴드, 헤럴드경제, 캠퍼스헤럴드, 주니어헤럴드 발행인
- 한국신문협회 이사, 국제언론인협회 한국위원회 이사, 한국신문윤리위원회 감사, 글로리아오페라단 이사
- 미국 벤처기업 스트럭시콘 CFO
- 미국 리먼브라더스 M&A

## 상훈
- 2005년 세계경제포럼 'Young Global Leader'
- 2006년 아시아소사이어티 'Asia21 Fellow'
- 2008년 BMW 헤르베르트콴트재단 'Young World Leader'
- 2008년, 2009년, 2010년 NGO 선정 국정감사 우수의원
- 2009년 바른사회시민회의 '바른사회를 지키는 아름다운 사람상'
- 2009년 시민일보 '의정대상'
- 2011년 법률소비자연맹 ‘헌정우수상'

## 저서
- 《7막 7장 (멈추지 않는 삶을 위하여)》 삼성(1993년)
- 《7막7장 그리고 그 후》 위즈덤하우스(2003년)

## 병역 관계
미국 영주권자 어머니 통해 1985년 미국에 가게 됐으며, 미국 영주권자로 1987년 군면제 판정을 받았지만, 2001년 영주권 포기하고 귀국해 군복무 하였다. 30세 넘긴 나이로 부모가 환갑 넘기고 누나가 모두 분가한 이유로 2001년 12월 17일부터 공익근무요원으로 복무, 육군 제30사단에 입대해 4주간 신병 훈련 마치고 6개월간 서울용산초등학교에서 전산 요원으로 공익근무한 후 2002년 제대하였다.

## 역대 선거 결과
| 실시년도 | 선거   | 대수 | 직책     | 선거구         | 정당     | 득표수   | 득표율          | 순위 | 당락 | 비고 |
| -------- | ------ | ---- | -------- | -------------- | -------- | -------- | --------------- | ---- | ---- | ---- |
| 2008년   | 총선   | 18대 | 국회의원 | 서울 노원구 병 | 한나라당 | 34,554표 | \| \| 43.10% \| | 1위  |      | 초선 |
|          | 43.10% |      |          |                |          |          |                 |      |      |      |

## 같이 보기
- 노원구 병
- 서울 노원구의 국회의원